# Choristhemis
Choristhemis is een geslacht van libellen (Odonata) uit de familie van de zuidelijke glanslibellen (Synthemistidae).

## Soorten
Choristhemis omvat 2 soorten:
- Choristhemis flavoterminata (Martin, 1901)
- Choristhemis olivei (Tillyard, 1909)